# Штрёдтер, Вольфганг
Вольфганг Штрёдтер (нем. Wolfgang Strödter, 5 апреля 1948, Бад-Хомбург-фор-дер-Хёэ, ФРГ) — немецкий хоккеист (хоккей на траве), защитник. Олимпийский чемпион 1972 года, чемпион Европы 1978 года.

## Биография
Вольфганг Штрёдтер родился 5 апреля 1948 года в немецком городе Бад-Хомбург-фор-дер-Хёэ.
С 1958 года занимался в «Гладбахере» из Мёнхенгладбаха. В его составе в 1966—1967 годах стал чемпионом ФРГ по хоккею на траве, в 1966 году — по индорхоккею.
В 1970 перебрался в «Рот-Вайс» из Кёльна, в составе которого был чемпионом ФРГ в 1972—1974 годах, а в 1974-м также выиграл титул в индорхоккее. После окончания учёбы вернулся в «Гладбахер» и выиграл с ним чемпионат ФРГ 1981 года.
В 1969 году дебютировал в сборной ФРГ.
В 1972 году вошёл в состав сборной ФРГ по хоккею на траве на Олимпийских играх в Мюнхене и завоевал золотую медаль. Играл на позиции защитника, провёл 2 матча, мячей не забивал.
11 сентября 1972 года удостоен высшей спортивной награды ФРГ — «Серебряного лаврового листа».
В 1976 году вошёл в состав сборной ФРГ по хоккею на траве на Олимпийских играх в Монреале, занявшей 5-е место. Играл на позиции защитника, провёл 5 матчей, забил 7 мячей (четыре в ворота сборной Испании, два — Индии, один — Новой Зеландии).
Вплоть до середины 80-х годов участвовал в крупнейших международных турнирах. На чемпионатах мира в 1973 году завоевал бронзу в Амстелвене, в 1975 году — серебро в Куала-Лумпуре. На чемпионатах Европы выиграл золото в 1978 году в Ганновере, серебро в 1974 году в Мадриде. В 1980 году был серебряным призёром Трофея чемпионов в Карачи.
В индорхоккее стал чемпионом Европы в 1974 году в Западном Берлине, в 1976 году в Арнеме, в 1980 году в Цюрихе.
В 1969—1980 годах провёл за сборную ФРГ 176 матчей , в том числе 137 на открытом поле и 39 в помещении, забил 153 мяча. Несмотря на то, что был защитником, часто использовался в атаках из-за мощного удара.
В 1980 году завершил игровую карьеру и стал тренером, возглавив женскую сборную ФРГ по хоккею на траве. В 1981 году привёл её к победе на чемпионате мира, в 1984 году — к серебру хоккейного турнира летних Олимпийских игр в Лос-Анджелесе, в 1986 году — к серебру чемпионата мира. В 1988 году немки заняли 5-е место на хоккейном турнире летних Олимпийских игр в Сеуле, после чего Штрёдтер покинул команду и оставил тренерскую работу.
С 1990 года работает в компании по утилизации отходов, занимает пост менеджера.